# Ernst Stankovski

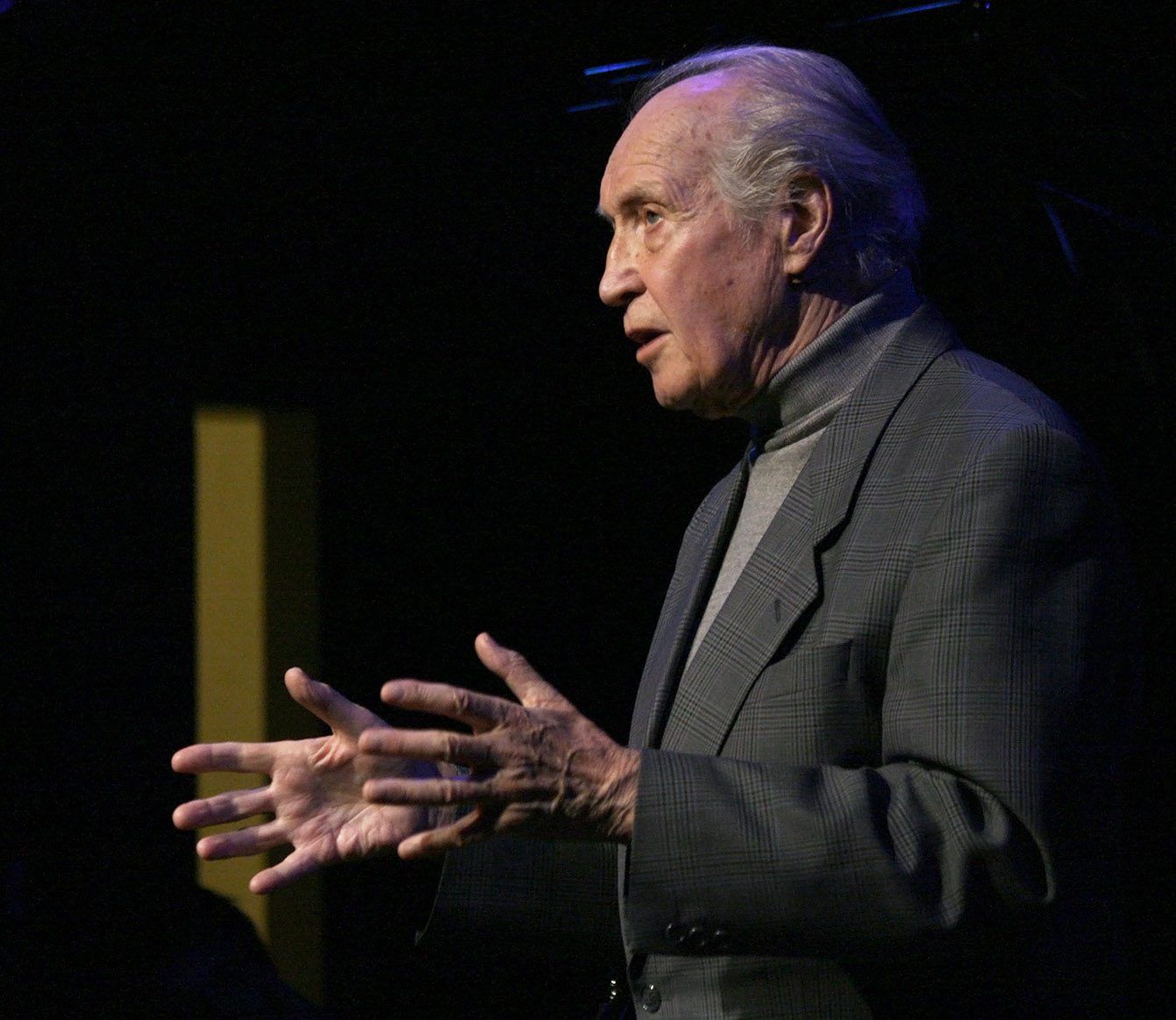
Ernst Stankovski, 2011

Ernst Stankovski (* 16. Juni 1928 als Ernst Friedel Rudolf Stankovsky in Wien; † 26. Jänner 2022 in Klosterneuburg) war ein österreichischer Schauspieler, Regisseur, Chansonnier, Kabarettist und Quizmaster. Bekannt wurde er vor allem 1960 neben Heinz Rühmann als Oberleutnant Lukasch in der Verfilmung Der brave Soldat Schwejk und ab 1969 als Moderator der Fernsehsendung Erkennen Sie die Melodie?. Im Laufe seiner Karriere wirkte er in über 150 Film- und Fernsehproduktionen mit.

## Leben und Ausbildung
Ernst Stankovski war der Sohn des Kommerzialrats und Friseurmeisters Rudolf Stankovski. Er besuchte das Gymnasium, absolvierte eine Friseurlehre und war Mitglied einer Laien-Theatergruppe. Ab 1945 nahm er Gesangsunterricht und erhielt eine Tanzausbildung.
Stankovski war in erster Ehe mit der Schauspielerin Ida Krottendorf (1927–1998) und ab 1961 mit der Tänzerin Anna Luise Schubert (* 1934) verheiratet. Dieser Verbindung entstammt ein Sohn, der Komponist Alexander Stankovski (* 1968). Ernst Stankovski starb im Jänner 2022 im Alter von 93 Jahren in Klosterneuburg.

## Karriere
Nach einer Schauspielausbildung am renommierten Reinhardt-Seminar in Wien war Stankovski ab 1946 vier Jahre lang Ensemblemitglied am Theater in der Josefstadt. Von 1952 bis 1954 war er am Bayerischen Staatsschauspiel engagiert, 1955 am Düsseldorfer Schauspielhaus, 1956 bis 1958 spielte er am Theater am Kurfürstendamm und am Renaissance-Theater in Berlin, 1959 an den Münchner Kammerspielen sowie am Theater Die Kleine Freiheit in München, 1960 an den Städtischen Bühnen Frankfurt, in den 1960er Jahren dann an der Kleinen Komödie München, am Fritz Rémond Theater in Frankfurt am Main, an der Freien Volksbühne Berlin und in den 1970er und 1980er Jahren am Theater an der Wien, Theater in der Josefstadt, Wiener Volkstheater, an der Landesbühne Hannover, am Thalia Theater Hamburg, dem Theater des Westens in Berlin sowie am Burgtheater. Stankovski arbeitete unter anderem mit Fritz Kortner, Axel Corti und Peter Zadek.
Neben seiner Tätigkeit am Theater war Stankovski auch als Kabarettist, Chansonnier und Filmschauspieler erfolgreich. 1949 gab er sein Filmdebüt in Rudolf Steinboecks Liebe Freundin. Seitdem spielte er in über 150 Film- und Fernsehproduktionen mit. Bekannt wurde er vor allem 1960 neben Heinz Rühmann als Oberleutnant Lukasch in der Verfilmung Der brave Soldat Schwejk unter der Regie von Axel von Ambesser. 2012 trat er an der Seite von Fritz Wepper und Gila von Weitershausen für den Fernsehfilm Alles außer Liebe letztmals vor die Kamera.
Von 1960 bis 1962 moderierte er im deutschen Fernsehen die humoristische Samstagabend-Show Spaß mit Ernst. Von März 1969 bis November 1977 moderierte er, assistiert von Monika Strauch, einmal im Monat die Quiz-Sendung Erkennen Sie die Melodie? im ZDF. Auch im ORF wurde die Reihe ausgestrahlt. Die Sendungen dauerten zunächst 60 Minuten, später 45 Minuten. Von den Kandidaten waren Opern, Operetten und Musicals zu erraten, die in verfremdeter Form (falsche Dekorationen und Kostüme) dargestellt wurden. In der Sendereihe traten viele namhafte Künstler auf.
Zudem fanden Stankovskis Übersetzungen bzw. Nachdichtungen von Molière und François Villon Beachtung. Er arbeitete häufig für den Hörfunk, unter anderem in Mögen Sie Musical? (30 Folgen), Ein Schalerl Nuß (14 Folgen) und Scherzissimo (10 Folgen).

## Auszeichnungen
1975 wurde Stankovski mit dem Deutschen Kleinkunstpreis in der Kategorie Kleinkunst ausgezeichnet, 1982 erhielt er den Großen Hersfeld-Preis.

## Filmografie
- 1949: Zweimal verliebt (Liebe Freundin)
- 1951: Verklungenes Wien
- 1951: Das Herz einer Frau
- 1952: 1. April 2000
- 1952: Abenteuer im Schloss
- 1953: Einmal keine Sorgen haben
- 1954: Meines Vaters Pferde I. Teil Lena und Nicoline
- 1954: Meines Vaters Pferde II. Teil Seine dritte Frau
- 1954: Dieses Lied bleibt bei dir
- 1955: André und Ursula
- 1957: Frühling in Berlin
- 1958: Sie schreiben mit (Fernsehserie)
- 1958: Liebelei (Fernsehfilm)
- 1958: Der Greifer
- 1958: Ein weißer Elefant (Fernsehfilm)
- 1958: Der Mann, der seinen Namen änderte (Fernsehfilm)
- 1958: Die Mustergattin (Fernsehfilm)
- 1958: Blätter im Winde (Fernsehfilm)
- 1958: Die Operette ist tot – es lebe die Operette (Fernsehfilm)
- 1958: Wenn die Conny mit dem Peter
- 1958: Scala – total verrückt
- 1958: Juchten und Lavendel (Fernsehfilm)
- 1959: Leihauslegende (Fernsehfilm)
- 1959: Premiere Ultimo (Fernsehfilm)
- 1959: Ein Walzertraum (Fernsehfilm)
- 1959: Kunst ist Kunst (Fernsehfilm)
- 1959: Der Nobelpreis (Fernsehfilm)
- 1959–1960: Es gibt immer drei Möglichkeiten (Fernsehserie)
- 1960: Das Missverständnis (Fernsehfilm)
- 1960: Am grünen Strand der Spree (Fernseh-Mehrteiler)
- 1960: Scheidungsgrund: Liebe
- 1960: Der brave Soldat Schwejk
- 1960: Hauptmann, deine Sterne
- 1960: Wenn die Heide blüht
- 1960:  Die Geizige (Fernsehfilm)
- 1961: Kauf Dir einen bunten Luftballon
- 1961: Die Spur der Leidenschaft (Fernsehfilm)
- 1961: Das Land des Lächelns (Fernsehfilm)
- 1961: Duett zu dritt (Fernsehfilm)
- 1961: Rosen für Marina (Fernsehfilm)
- 1961: Bridge mit Onkel Tom (Fernsehfilm)
- 1962: Bubusch (Fernsehfilm)
- 1962: Theorie und Praxis (Fernsehfilm)
- 1962: Blick über den Zaun (Fernsehfilm)
- 1962: Der 42. Himmel (Krach im Standesamt)
- 1963: Leutnant Gustl (Fernsehfilm)
- 1963: Mein Freund Jack (Fernsehfilm)
- 1963: Weekend in Schwarz-Weiß (Fernsehfilm)
- 1963: Karriere (Fernsehfilm)
- 1963: Die Grotte (Fernsehfilm)
- 1964: Tolles Geld (Fernsehfilm)
- 1964: Die Brücke von Estaban (Fernsehfilm)
- 1964: Weekend im Exil (Fernsehfilm)
- 1964: Schnellzug nach Venedig (Fernsehfilm)
- 1965: Dreizehn bei Tisch (Fernsehfilm)
- 1965: Die letzten Tage der Menschheit (Fernsehfilm)
- 1965: Das Kriminalmuseum – Das Feuerzeug (Fernsehserie)
- 1965: Ein Tag im Leben von… (Fernsehfilm)
- 1965: Krampus und Angelika (Fernsehfilm)
- 1965: Die Gigerln von Wien (Fernsehfilm)
- 1965: Vor Nachbarn wird gewarnt (Fernsehfilm)
- 1966: Oberst Chabert (Fernsehfilm)
- 1966: Die Silvesternacht – Überspannte Person (Fernsehfilm)
- 1966: Kostenpflichtig zum Tode verurteilt (Fernsehfilm)
- 1966: Towarisch (Fernsehfilm)
- 1966: Wechselkurs der Liebe (Fernsehfilm)
- 1966: Ollapotrida (Fernsehfilm)
- 1967: Tests – und wie man sie übersteht (Fernsehserie)
- 1967: Mein Freund Harvey (Fernsehfilm)
- 1967: Viola (Fernsehfilm)
- 1967: Frauen – und wie man sie kriegt oder nicht (Fernsehfilm)
- 1967: Ein Schloß in Schweden (Fernsehfilm)
- 1967: Das Attentat – Der Tod des Engelbert Dollfuß (Fernsehfilm)
- 1968: Bombenwalzer (Fernsehfilm)
- 1968: Reisen in Deutschland (Fernsehserie)
- 1968: Die Träume von Schale und Kern (Fernsehfilm)
- 1968: Tragödie auf der Jagd (Fernsehfilm)
- 1968: Schloß in den Wolken (Fernsehfilm)
- 1968: Tiefparterre (Fernsehfilm)
- 1969: Der Talisman (Fernsehfilm)
- 1969: Die Moritat vom Räuberhauptmann Johann Georg Grasel (Fernsehfilm)
- 1969: Der Vetter Basilio (Fernsehzweiteiler)
- 1969: Alle Kätzchen naschen gern
- 1969: Drei Frauen im Haus (Fernsehserie)
- 1969: Hilfe, ich liebe Zwillinge!
- 1969–1971: Die große Glocke (Fernsehserie, 4 Folge)
- 1970: Dem Täter auf der Spur – Schlagzeile: Mord (Fernsehserie)
- 1970: Zwei ganze Tage (Fernsehfilm)
- 1971: In den Regen (Fernsehfilm)
- 1971: Auf der grünen Wiese (Fernsehfilm)
- 1971: Der Opernball (Fernsehfilm)
- 1971: Kennzeichen Rosa Nelke (Fernsehfilm)
- 1971: Glückspilze (Fernsehfilm)
- 1971: Der Kapitän
- 1971: Kleider machen Leute – Leute machen Kleider (Fernsehfilm)
- 1972: Geliebtes Scheusal (Fernsehfilm)
- 1972: Die Edegger-Familie (Fernsehfilm)
- 1972: Der Kommissar – Überlegungen eines Mörders (Fernsehserie)
- 1972: Die Lümmel von der ersten Bank: Betragen ungenügend!
- 1972: Außenseiter (Fernsehfilm)
- 1972: Die Vitrine (Fernsehfilm)
- 1973: Die Welt des Robert Stolz (Fernsehfilm)
- 1975: Beschlossen und verkündet – Ehrenmänner (Fernsehserie)
- 1976: Man lernt nie aus – Heiteres über Gesetz und Recht (Fernsehserie)
- 1976: ANTI-Report oder Das Leben mit der Zigarette (Fernsehfilm)
- 1977: Der Schachzug (Fernsehfilm)
- 1977: Klimbim (Fernsehserie)
- 1977: Herr S. kommt nicht zum Zuge (Fernsehfilm)
- 1979: Götz von Berlichingen mit der eisernen Hand
- 1979: Die erste Polka
- 1979: Der Schuft, der den Münchhausen schrieb (Fernsehfilm)
- 1979: Aktion Abendsonne (Fernsehfilm)
- 1980: Aus heiterem Himmel (Fernsehfilm)
- 1981: Quartett bei Claudia (Fernsehfilm)
- 1981: Der nächste, bitte (Fernsehfilm)
- 1981: Sonne, Wein und harte Nüsse (Fernsehserie)
- 1982: Klein Zaches, genannt Zinnober (Fernsehfilm)
- 1982: Gastspieldirektion Gold (Fernsehserie)
- 1983: Die große Kapitulation (Fernsehfilm)
- 1983: Die goldenen Schuhe (Fernsehserie, 5 Folgen)
- 1985: Der Stadtbrand (Fernsehfilm)
- 1986: Wohin und zurück – Santa Fe (Fernsehfilm)
- 1986: Tatort: Das Archiv (Fernsehreihe)
- 1986: Jakob und Adele, Folge: Haus mit hellen Fenstern (Fernsehserie)
- 1987: Das Erbe der Guldenburgs (Fernsehserie)
- 1988: Ein heikler Fall (Fernsehserie)
- 1988: Rosinenbomber (Fernsehfilm)
- 1988: Im Mittelpunkt (Fernsehfilm)
- 1989: Reporter (Fernsehserie)
- 1989: Pension Sonnenschein
- 1990: Das zweite Leben (Fernsehfilm)
- 1990: Der Meister des Jüngsten Tages (Fernsehfilm)
- 1991: Unsere Hagenbecks (Fernsehserie, 6 Folgen)
- 1991: Himmelsschlüssel (Fernsehfilm)
- 1991: Der Deal (Fernsehfilm)
- 1991: Der Tod kam als Freund (Fernsehfilm)
- 1992: Die große Freiheit (Fernsehserie)
- 1992: Tücken des Alltags (Fernsehserie)
- 1992: Haus am See (Fernsehserie, 11 Folgen)
- 1993: Mit Leib und Seele (Fernsehserie)
- 1993: Liebe ist Privatsache (Fernsehfilm)
- 1993: Das Traumschiff: Indien und Malediven
- 1994: Cornelius hilft (Fernsehserie)
- 1994: Radetzkymarsch (Fernsehfilm)
- 1995: Auf immer und ewig (Fernsehserie)
- 1995: Kommissar Rex – Bring mir den Kopf von Beethoven (Fernsehserie)
- 1996: Spiel des Lebens – Ein Herz für Haindorf (Fernsehserie)
- 1999: Comeback für Freddy Baker (Fernsehfilm)
- 2002: Gebürtig
- 2003: In der Höhle der Löwin (Fernsehfilm)
- 2003: Alles Samba (Fernsehfilm)
- 2004: Der Bulle von Tölz: Krieg der Sterne
- 2004: Der Bulle von Tölz: Der Tölzi
- 2004: Fliege hat Angst (Fernsehfilm)
- 2004: Tatort – Vorstadtballade
- 2006: Pfarrer Braun: Drei Särge und ein Baby (Fernsehserie)
- 2006: Die Hochzeit meiner Töchter (Fernsehfilm)
- 2007: Warten auf den Mond (Fernsehfilm)
- 2007: Ein spätes Mädchen (Fernsehfilm)
- 2007: Späte Aussicht (Fernsehfilm)
- 2008: Mamas Flitterwochen (Fernsehfilm)
- 2009: Lasko – Die Faust Gottes (Fernsehserie, 1 Folge)
- 2009: Mein Kampf
- 2009: Der Mann aus der Pfalz (Fernsehfilm)
- 2009: SOKO Donau (Fernsehserie, 1 Folge)
- 2010: Männer lügen nicht (Fernsehfilm)
- 2010: Der Landarzt (zwei Folgen)
- 2011: Die Beichte (Fernsehfilm)
- 2012: Das Pferd auf dem Balkon
- 2012: Alles außer Liebe (Fernsehfilm)

## Hörspiele (Auswahl)
- 1955: Ödön von Horváth, Joe Lederer: Die Unbekannte aus der Seine – Regie: Friedrich Carl Kobbe (BR)
- 1956: Carlo Goldoni: Mirandolina – Regie: Oscar Fritz Schuh (Theatermitschnitt – RIAS Berlin)
- 1961: Edward J. Mason: Gefährliches Geld (4 Teile) (David Conway) – Regie: Walter Netzsch (BR)
- 1969: Eric Malpass: Morgens um sieben ist die Welt noch in Ordnung  – Bearbeitung: Marei Obladen; Regie: Ruth Scheerbarth (metronome LP MLP 15 330 sowie SDR)
- 1971: Franz Hiesel: Das Paket (Engelbert Nuß) – Regie: Heinz-Günter Stamm (BR / NDR)
- 1992: Slobodan Snajder: Gemma Boič oder Die Angst des Flusses vor der Mündung (Oberst Frankl) – Regie: Axel Corti (SWF / ORF / WDR)